# Katharina Sutter
Katharina Sutter (Bülach, 27 de julio de 1968) es una deportista suiza que compitió en bobsleigh en la modalidad doble.
Ganó tres medallas en el Campeonato Mundial de Bobsleigh entre los años 2000 y 2007. Participó en los Juegos Olímpicos de Salt Lake City 2002, ocupando el cuarto lugar en la prueba doble.

## Palmarés internacional
| Campeonato Mundial | Campeonato Mundial    | Campeonato Mundial | Campeonato Mundial |
| Año                | Lugar                 | Medalla            | Prueba             |
| ------------------ | --------------------- | ------------------ | ------------------ |
| 2000               | Winterberg (Alemania) | Medalla de bronce  | Doble              |
| 2001               | Calgary (Canadá)      | Medalla de oro     | Doble              |
| 2007               | Sankt Moritz (Suiza)  | Medalla de bronce  | Equipo             |